# Mediaguard
Mediaguard – jest systemem dostępu warunkowego dla telewizji cyfrowej, opracowany przez SECA (Société Européenne de Contrôle d'Acces), obecnie Nagra France.
Mediaguard pojawił się po raz pierwszy na europejskim rynku w roku 1996.
Jest również wykorzystywany w Środkowej i Wschodniej Azji.
Mediaguard był szczególnie używany przez Canal+ Cyfrowy.
Tym systemem (w wersji 4.) koduje Cyfra+.
W Europie używany także przez TV Vlaanderen Digital (kraje Beneluxu), Dfree i Mediaset (Włochy) oraz GlobeCast.
Producenci, którzy dysponują licencją pozwalającą im bezpośrednio korzystać z tego systemu to m.in.:
- Hitachi,
- Humax,
- JVC,
- Kenwood Electronics,
- Nokia,
- Pace Micro Technology,
- Philips,
- Pioneer Corporation,
- Sagem,
- Samsung Electronics,
- Sony,
- Strong odtwarzacz DVD,
- Thomson,
- Toshiba.

System Mediaguard został złamany pod koniec lat 90., podobno przez konkurenta NDS Group, co doprowadziło do wprowadzenia nowych kart rozprowadzonych do klientów w 2002 roku.